# 強情灸
『強情灸』（ごうじょうきゅう）は古典落語の演目。江戸落語で演じられ、『強情の灸』とも呼ばれる。上方落語の類似の演目に『灸（やいと）丁稚』があるが、落ち（サゲ）が異なる。
ある強情な男が、灸の熱さなど平気だと大量のもぐさを肌に載せて灸を据え、やせ我慢を言うという内容。

## あらすじ
主人公の男が友人の男に会う。友人は、とんでもなく熱いがよく効くという評判の店に灸を据えてもらいに行ったことを語り、その熱さに耐えたことを自慢する。自慢された男は面白くない。「たかだか灸ぐらいで威張るな」と、奥からもぐさを持ってきて、腕に山盛りに積み上げると点火する。熱さに歯を食いしばって耐えながら「石川五右衛門なんか、油で茹でられたのに平気で辞世の句を詠んだぞ」などと言って強がるが、とうとう我慢しきれなくなってもぐさを払い落としてしまう。なおも「五右衛門……」と唸っている男に友人が「五右衛門がどうしたって？」と意地悪く声をかけると男が「五右衛門もさぞ熱かったろう」。

## バリエーション
上記の演じ方のほか、もぐさを払い落とさず「石川五右衛門」を連発しながら無茶な熱を我慢する男に、友人が意地悪に質問したところで、顔を引きつらせつつ耐えながら、絞り出すように「五右衛門も……さぞ、熱かったろう」と答えてサゲにする形もある。
また、伝・石川五右衛門の辞世を語ってみせるところで、熱さによる錯乱の余り「～浜の真砂は尽きるとも　むべ山風を嵐と言ふらむ」と『百人一首』が混入するパターンもある（5代目古今亭志ん生など）。
- 吹くからに　秋の草木のしをるれば　むべ山風を嵐と言ふらむ（文屋康秀）

5代目古今亭志ん生は、男がもぐさを払い落とす場面で「ああ、冷てぇ」と強がりを言わせたほか、熱い風呂を「ぬるい、ぬるい」とやせ我慢をして入る男を描く『強情湯』を前につなげて演じることがあった。

## 灸（やいと）丁稚
以下のような内容である。
丁稚がしくじりの罰に番頭に灸（やいと）を据えられるため、「やいとなんかちょっとも熱いことあらへん」と口にして、番頭に「これでも熱いことないか」と大量のもぐさを載せられる。しばらくは我慢していたがついに火が回り出して、もぐさを払い落とす。
「熱かったら、払い落としてもええのじゃ」